# Lepiselaga colombiana
Lepiselaga colombiana är en tvåvingeart som beskrevs av David Fairchild 1966. Lepiselaga colombiana ingår i släktet Lepiselaga och familjen bromsar. Inga underarter finns listade i Catalogue of Life.